# Stenopsyche paranavasi
Stenopsyche paranavasi är en nattsländeart som beskrevs av Hwang och Tian 1982. Stenopsyche paranavasi ingår i släktet Stenopsyche och familjen Stenopsychidae. Inga underarter finns listade i Catalogue of Life.